# Leonhard Seiderer
Leonhard Seiderer (* 1. November 1895 in Nürnberg; † 3. Juli 1940), auch „Lony“ genannt, war ein deutscher Fußballspieler und -trainer. Er gewann 1926 die Deutsche Meisterschaft mit der SpVgg Fürth und bestritt zwischen 1920 und 1924 acht Länderspiele für die A-Nationalmannschaft.

## Karriere als Spieler

### Vereine
Seiderer wuchs in Nürnberg auf und sein Weg zum Fußballer begann in der sogenannten „Stadtgrabenliga“, die in den Jahren nach der Jahrhundertwende mehrere Größen des deutschen Fußballs hervorbrachte. Nach der Schule sammelten sich hier die Buben der fränkischen Metropole und spielten Tag für Tag Fußball. In dieser Zeit eignete er sich die Gabe, den Ball mit beiden Füßen zu beherrschen, an. Der 1. FC Nürnberg war mit neun Lenzen seine erste sportliche Heimat. Sein bester Kumpel in diesen jungen Jahren war Willy Böß, der später einer der großen Mittelstürmer des „Club“ werden sollte.
18-jährig rückte er in die erste Mannschaft auf und kam in der Bezirksliga Mittelfranken zum Einsatz. Nachdem einige im Krieg gefallenen Stammspieler der SpVgg Fürth ersetzt werden mussten, entschloss sich Seiderer im Mai 1917 zur SpVgg Fürth zu wechseln. Gleichzeitig stellten sich dort Hans Hagen und Andreas Franz vor – die Geburtsstunde einer großen Fürther Ära. Der als torgefährlich geltende Seiderer – er erzielte 20 Tore in 19 Punktspielen in seiner ersten Saison – erlangte durch seine Spieleleganz den Spitznamen „kleine Gazelle“. Seinen ersten Titel gewann er bereits am 21. April 1918 mit dem 2:1-Sieg über die Stuttgarter Kickers im Endspiel um den Süddeutschen Pokal. Er lief dabei aber nicht im Angriff auf, sondern stand im Tor des Pokalsiegers, wo er auch zu überdurchschnittlich guter Leistung fähig war. In seinen weiteren vier, allesamt gewonnenen Endspielen, erzielte er lediglich am 17. Juni 1923, beim 4:3-Sieg über den FC Bayern München mit dem Treffer zum 3:3 in der 33. Minute, ein Tor. Seiderer war ein ausgewiesener Ballästhet, der als Sturmführer und Kurzpassspezialist auf geniale Weise seine Angriffskollegen einzusetzen verstand und sich zu einem unverzichtbaren Schlüsselspieler der „Kleeblättler“ entwickelte. Insbesondere mit dem torgefährlichen Halbstürmer Andreas Franz verstand sich der Mittelstürmer der Grün-Weißen prächtig und die beiden Ausnahmestürmer trugen wesentlich zum Ruhm der legendären „Fürther Schule“ bei.
In der Endrunde um die deutsche Meisterschaft 1920 erreichte er mit der SpVgg Fürth erstmals das Endspiel, das jedoch mit 0:2 gegen den 1. FC Nürnberg verloren wurde. Mit seinen jeweils zwei erzielten Toren im Viertel- und Halbfinale wurde er gemeinsam mit Viktor Hierländer und Heinrich Träg allerdings Torschützenkönig.
1926 erreichte er mit seiner Mannschaft abermals das Endspiel um die Deutsche Meisterschaft. Obwohl sein Einsatz in Frankfurt am Main wegen einer Verletzung lange fraglich schien, erzielte er beim 4:1-Sieg über Hertha BSC trotz seiner Angeschlagenheit ein Tor und, als seine Verletzung schlimmer wurde und er fast nur noch Standfußball auf dem linken Flügel spielen konnte, die Flanke zum letzten Tor durch Willy Ascherl. Als die SpVgg Fürth am 28. Juli 1929 zum dritten Mal das Endspiel erreichte, gehörte er nicht mehr der Mannschaft an. In elf Endrundenspiele, in denen er eingesetzt wurde, erzielte er insgesamt sieben Tore. Sein letztes Pflichtspiel für die Spielvereinigung absolvierte der Angreifer am 12. Februar 1928 in den Spielen um die süddeutsche Meisterschaft bei einem 1:1 gegen die Stuttgarter Kickers. Einer der sympathischsten Vertreter des deutschen Fußballs der Zeit nach dem Ersten Weltkrieg trat 1928 nach einem Städtespiel zwischen Nürnberg und Fürth anlässlich der Stadioneinweihung ab. Das Fürther Tor zum 1:0-Sieg schoss der Altstar höchstpersönlich.

### Nationalmannschaft
Am 27. Juni 1920 bestritt er sein erstes Länderspiel für die A-Nationalmannschaft, die in Zürich der Schweizer Nationalmannschaft mit 1:4 unterlag. Sein erstes Länderspieltor erzielte er in seinem zweiten Einsatz für den DFB am 26. September 1920 in Wien bei der 2:3-Niederlage im Spiel gegen die Österreichische Nationalmannschaft mit dem Treffer zum Endstand in der 87. Minute. Sein letztes Länderspiel bestritt er am 21. April 1924 in Amsterdam beim 1:0-Sieg über die Niederländische Nationalmannschaft. Die zwei norddeutschen Sturmführer Otto Harder und Adolf Jäger waren in seiner großen Zeit seine zwei größten Rivalen in der Nationalmannschaft und waren körperlich robuster als der eher schmächtige und zudem etwas verletzungsanfälige Fürther.
Mit der Auswahl von Süddeutschland gewann er 1922, 1923 und 1926 den Bundespokal. Beim ersten Triumph deklassierten die Süddeutschen den norddeutschen Gastgeber am 5. März 1922 mit 7:0. Sturmführer Seiderer wurde dabei von den Angriffskollegen Wolfgang Strobel, Andreas Franz, Heinrich Träg und Hans Sutor umrahmt.

## Karriere als Trainer
Seiderer trainierte in der Saison 1929/30 und 1931/32 den SC Germania Nürnberg, 1930/31 den ASV Nürnberg, 1932/33 den FC Wacker München und 1933/34 den 1. FC Schweinfurt 05. Seine letzten beiden Trainertätigkeiten bei der SpVgg Fürth (von April 1934 bis März 1936) und beim VfB Stuttgart (1. April 1936 bis 18. März 1939) waren von Erfolgen gekrönt.

## Erfolge
als Spieler
- Deutscher Meister 1926
- Süddeutscher Pokal-Sieger 1918, 1923, 1925, 1926, 1927
- Torschützenkönig 1920
- Kampfspielpokal-Sieger 1922, 1926
- Bundespokal-Sieger 1922, 1923, 1926

als Trainer
- Meister der Gauliga Bayern 1935
- Meister der Gauliga Württemberg 1937, 1938
- Dritter der Deutschen Meisterschaft 1937

## Sonstiges
Nach seiner Fußballer- und Trainerkarriere eröffnete er einen Tabakwarenladen in Fürth.
Mitte der 1930er-Jahre erkrankte Seiderer an Tuberkulose, an der er am 3. Juli 1940 verstarb.